# Ян Кьонджон
Ян Кьонджон (Ян Кьон Чжон; кор. 양경종; 1920 — 7 квітня 1992) — за даними британського історика Ентоні Бівора — корейський солдат, який служив у лавах японської імператорської армії, частинах РСЧА та Вермахту. У 1944 році потрапив у полон до американців після висадки союзників у Нормандії.

## Біографія
Народився 3 березня 1920 року в районі Сінийджу, що розташований на північному заході Кореї, у той час колишньої японської колонії.
У 1938 році у 18-річному віці був призваний з Маньчжурії до Квантунської армії японської імператорської армії. Під час боїв на річці Халхін-Гол потрапив у полон до частин Червоної Армії і був спрямований до виправно-трудового табору у східних областях СРСР.
У 1942 році під час Другої світової війни він разом з іншими військовополоненими був скерований на Східний фронт у складі РСЧА.
У 1943 році в УРСР під час третьої битви за Харків був захоплений у полон частинами вермахту і направлений у Францію в складі східного батальйону. Служив на півострові Котантен в північній Нормандії, недалеко від пляжу Юта.
У червні 1944 року після висадки союзних військ у Нормандії Ян Кьонджон захопили в полон американські десантники. За відомостями лейтенанта Роберта Брюера (англ. Robert Brewer; військовослужбовця 506-го повітряно-десантного полку 101-ї повітряно-десантної дивізії США), після висадки на пляжі Юта їх полк захопив загалом чотирьох військовополонених азійської зовнішності у німецькій уніформі, але спочатку ніхто не зміг їх допитати. Яна Кьонджона сприйняли за японця в німецькій уніформі і направили в табір військовополонених у Великій Британії, звідки він був звільнений після закінчення війни у травні 1945 року.
У 1947 році він іммігрував в США, де жив неподалік від Чикаго в штаті Іллінойс. Батько двох синів і дочки. Помер 7 квітня 1992 року.

## Полеміка
У грудні 2005 року телекомпанія Seoul Broadcasting System показала документальний фільм, метою якого ставилось довести або спростувати існування солдатів з Азії, які служили нацистській Німеччині й були захоплені військами союзників. Творці фільму дійшли до висновку: попри те, що в німецькій армії під час Другої світової війни дійсно служили солдати азійського походження, частина з яких дійсно потрапила в полон союзників по Антигітлерівській коаліції, проте не знайдено жодних доказів, які свідчать про існування серед них людини по імені Ян Кьонджон.

## Особистість на фото
Фотографія з заголовком «Jap in nazi uniform captured» («Полонений японець у нацистській уніформі») була зроблена американськими військовослужбовцями в 1944 році у Франції, після висадки союзних військ у Нормандії. У підписі до фото зазначено, що «японець називає своє ім'я і прізвище американському офіцеру», але не вказано, які саме.
У 1994 році американський історик Стівен Е. Амброз у своїй книзі «День „Д“. 6 червня 1944 р.» згадав про чотирьох корейських військовополонених, захоплених у полон в Нормандії, і припустив, що вони були полонені на Халхін-Голі, потім полонені вермахтом в СРСР і потім опинилися в Нормандії:

На узбережжі «Юта» в день висадки лейтенант Роберт Брюер з 506-го парашутно-піхотного полку 101-ї повітряно-десантної дивізії американських збройних сил захопив чотирьох азійців у німецькій формі. З'ясувалося, що всі вони були корейцями. Яким чином корейці опинилися на боці Гітлера? Схоже, що їх призвали в японську армію в 1938 р. (Корея тоді була японською колонією). Потім вони потрапили в радянський полон під час прикордонних боїв 1939 року, служили в Червоній Армії, були захоплені вермахтом під Москвою в грудні 1941 р. і вже як німецькі солдати послані до Франції. (Про подальшу долю корейців лейтенант Брюер так і не дізнався. Можна припустити, що їх відправили назад у Корею. Тоді вони повинні були знову опинитися в армії: або Південної, або Північної Кореї. Цілком можливо, що їм знову довелося воювати в 1950 р.: або з американцями, або проти них в залежності від того, в якій частині Кореї вони перебували. Так вигадливо складалися долі людей в XX ст.)
Оригінальний текст (англ.)
At the beach called Utah on the day of the invasion, Lt. Robert Brewer of the 506th Parachute Infantry Regiment, 101st Airborne Division, U.S. Army, captured four Asians in Wehrmacht uniforms. No one could speak their language; eventually it was learned that they were Koreans. How on earth did the Koreans end up fighting for Hitler to defend France against Americans? It seems they had been conscripted into the Japanese army in 1938-Korea was then a Japanese colony-captured by the Red Army in the border battles with Japan in 1939, forced into the Red Army, captured by the Wehrmacht in December 1941 outside Moscow, forced into the German army and sent to France. (What happened to them, Lieutenant Brewer never found out, but presumably they were sent to Korea. If so, they almost certainly would have been conscripted again, either into the South or North Korean army. It is possible that in 1950 they ended up fighting once again, either against the U.S. Army, or with it, depending on what part of Korea they came from. Such are the vagaries of politics in the twentieth century.)"

У 2002 році в південнокорейському журналі Weekly Korea була опублікована стаття про цю фотографію.
У 2005 році корейська телекомпанія SBS провела журналістське розслідування з метою встановити особу людини на фото. Для цього журналісти відвідали Німеччину, Францію і США, вивчили документи німецького Бундесархіву і американського NARA. Їм не вдалося встановити особу «корейського солдата в Нормандії», однак вони з'ясували деякі інші деталі, зокрема, що на фото — кореєць, а в східних батальйонах, які обороняли Атлантичний вал в районі висадки союзних військ, служили солдати з корейськими прізвищами, і, крім того, в списках військовополонених японських підданих зустрічається багато корейських прізвищ.
У 2012 році британський історик Ентоні Бівор у свій книзі «The Second World War» («Друга світова війна») ідентифікував людину на фотографії, підтвердивши, інформацію що з'являлася раніше на форумах і блогах про те, що це — корейський солдат Ян Кьонджон, який служив у японській імператорській армії, частинах РСЧА і у вермахті. У 1944 році потрапив у полон до американців після висадки союзників у Нормандії.

## У мистецтві
За мотивами цієї біографії в 2011 році вийшла корейська військова драма «Мій шлях» режисера Кан Джегю.
У корейській художній літературі:
- 장웅진. 《노르망디의 조선인》. 피와눈물. 2005. (Янгунджин.  Корейська «Нормандія». Кров і сльози.) (кор.)
- 조정래[en]. 《오 하느님|오, 하느님|오 하느님》. 문학동네. 2007. (Чо Джонне.  О, Боже) (кор.)
- 이재익. 《아버지의 길》. 황소북스. 2011. ISBN 9788997092147 (Лі Джеік.  Батько дороги) (кор.)

## Оцінки і думки
Британський історик Ентоні Бівор

У війні, в якій загинуло так багато мільйонів людей, і яка розгорнулася по всій земній кулі, цьому мимовільному ветерану японської, радянської та німецької армій порівняно повезло. Проте, Ян залишається, мабуть, найяскравішою ілюстрацією безпорадності більшості простих смертних перед обличчям переважаючих історичних сил.
Оригінальний текст (англ.)
In a war which killed so many millions of people and had stretched around the globe, this reluctant veteran of the Japanese, Soviet and German armies, had been comparatively fortunate. Yet Yang remains perhaps the most striking illustration of the helplessness of most ordinary mortals in the face of what appeared to be overwhelming historical forces.

Кан Джегю, режисер фільму Мій шлях

Це був шок. Я подумав: «Що за подія відбулася в цьому світі?» Уявіть собі, юний кореєць на поле бою в Нормандії. Я сказав собі: «Я повинен зняти про це фільм». Я подумав: «Це подарунок режисерові Кан Джег від сучасної історії. Чи вдасться мені, поки я живий, зняти якийсь інший фільм про подібну історію?»
Оригінальний текст (англ.)
It was a shock. I thought, ‘What a thing to have happened in this world.’ Imagine it, a young Korean on the battlefield at Normandy. I said to myself, ‘I have to make a movie about this.’ I thought, ‘This is a gift from modern history to Kang Je-gyu the filmmaker. Could I make another movie with this kind of history while I am alive?’